# تورخون د آردوس
تورخون د آردوس (به اسپانیایی: Torrejón de Ardoz) یک Municipalities of Spain در Spain است که در مادرید واقع شده‌است.

## خصوصیات
تورخون د آردوس  ۱۲۷٬۱۳۲ نفر جمعیت دارد و ۵۶۸ متر بالاتر از سطح دریا واقع شده‌است.

## خواهرخوانده
شهر واها خواهرخواندهٔ تورخون د آردوس هست.